# NGC 4336
NGC 4336 (również IC 3254, PGC 40231 lub UGC 7462) – galaktyka spiralna z poprzeczką (SB0-a), znajdująca się w gwiazdozbiorze Warkocza Bereniki. Odkrył ją William Herschel 27 kwietnia 1785 roku.